# Mistrzostwa Świata w Hokeju na Lodzie 2024 (III Dywizja)
Mistrzostwa Świata w Hokeju na Lodzie III Dywizji 2024 rozegrane zostały w dniach 10–16 marca (Dywizja III, Grupa A) oraz 23–29 lutego (Dywizja III, Grupa B).
Do mistrzostw III Dywizji przystąpiło 12 zespołów, które zostały podzielone na dwie grupy po sześć zespołów. Dywizja III, Grupa A swoje mecze rozgrywała w Biszkeku w Kirgistanie, natomiast Dywizja III, Grupa B w stolicy Bośni i Hercegowiny Sarajewie. Reprezentacje rywalizowały systemem każdy z każdym.
Hale, w których zorganizowano zawody:
- Gorodskoi Katok w Biszkeku – Dywizja IIIA,
- Skenderija Sports Arena w Sarajewie – Dywizja IIIB.

## Grupa A
Do mistrzostw świata II dywizji w 2025 z Dywizji IIIA awansowała najlepsza reprezentacja. Ostatni zespół został zdegradowany. 
Wyniki
| 10 marca 2024 | Południowa Afryka | 6:3 | Meksyk | Gorodskoi Katok, Biszkek |

| Szczegóły      | Szczegóły | Szczegóły       | Szczegóły                                                     | Szczegóły                                                                                         |
| -------------- | --- | --------------- | ------------------------------------------------------------- | ------------------------------------------------------------------------------------------------- |
| Godzina: 14:00 | U. Samaai (EQ) 02:58 J. Valadas (EQ) 08:31 L. Carelse (EQ) 10:50 U. Samaai (EQ) 21:59 C. Birrell (PP) 43:33 J.-M. Van Doesbergh (PP2) 45:42 | (3:1, 1:2, 2:0) | 13:11 (EQ) A. Tapia 20:11 (PP) T. Chavez 35:31 (EQ) T. Chavez | Widzów: 100 Sędzia główny: Konstantin Czubienko Sędziowie liniowi: Kang Kyu-seong Władisław Zotow |
| Godzina: 14:00 | 18 min. kar |                 | 12 min. kar                                                   | Widzów: 100 Sędzia główny: Konstantin Czubienko Sędziowie liniowi: Kang Kyu-seong Władisław Zotow |

| 10 marca 2024 | Turkmenistan | 3:4 | Luksemburg | Gorodskoi Katok, Biszkek |

| Szczegóły      | Szczegóły                                                               | Szczegóły       | Szczegóły                                                                             | Szczegóły                                                                               |
| -------------- | ----------------------------------------------------------------------- | --------------- | ------------------------------------------------------------------------------------- | --------------------------------------------------------------------------------------- |
| Godzina: 17:00 | A. Wahowskij (EQ) 24:50 G. Tannijew (PP) 35:21 B. Bajmyradow (PP) 56:20 | (0:2, 2:0, 1:2) | 04:24 (PP2) D. Church 05:33 (PP) C. Mossong 44:13 (EQ) C. Cannon 59:04 (PP) C. Cannon | Widzów: 100 Sędzia główny: David Gal Sędziowie liniowi: Berkay Aslanbey Tornike Kuchava |
| Godzina: 17:00 | 14 min. kar                                                             |                 | 12 min. kar                                                                           | Widzów: 100 Sędzia główny: David Gal Sędziowie liniowi: Berkay Aslanbey Tornike Kuchava |

| 10 marca 2024 | Kirgistan | 4:9 | Tajlandia | Gorodskoi Katok, Biszkek |

| Szczegóły      | Szczegóły                                                                                    | Szczegóły       | Szczegóły | Szczegóły                                                                                        |
| -------------- | -------------------------------------------------------------------------------------------- | --------------- | --- | ------------------------------------------------------------------------------------------------ |
| Godzina: 20:00 | M. Sejfułow (EQ) 01:24 M. Jegorow (EQ) 14:17 E. Mirbekow (EQ) 33:38 J. Łeszczenko (PP) 43:29 | (2:1, 1:3, 1:5) | 11:11 (EQ) K. E. Kindborn 29:00 (EQ) P. Thanakroekkiat 38:48 (PP) C. Limpinphet 39:02 (EQ) M. Kitayama 43:53 (EQ) N. C. Lampson 45:07 (PP) M. Kitayama 53:22 (PP) J. M. Isaksson 53:37 (EQ) P. Khuhakaew 55:21 (PP) J. M. Isaksson | Widzów: 1500 Sędzia główny: Chae Young-jin Sędziowie liniowi: Sindri Gunnarsson Miroslav Lhotský |
| Godzina: 20:00 | 16 min. kar                                                                                  |                 | 16 min. kar | Widzów: 1500 Sędzia główny: Chae Young-jin Sędziowie liniowi: Sindri Gunnarsson Miroslav Lhotský |

| 11 marca 2024 | Turkmenistan | 4:3 | Południowa Afryka | Gorodskoi Katok, Biszkek |

| Szczegóły      | Szczegóły                                                                                       | Szczegóły       | Szczegóły                                                                           | Szczegóły                                                                                          |
| -------------- | ----------------------------------------------------------------------------------------------- | --------------- | ----------------------------------------------------------------------------------- | -------------------------------------------------------------------------------------------------- |
| Godzina: 14:00 | A. Nurijew (EQ) 01:58 J. Kakabajew (EQ) 04:36 A. Nurijew (EQ) 24:59 B. Dowletmyradow (EQ) 41:28 | (2:1, 1:1, 1:1) | 13:16 (EQ) J.-M. Van Doesbergh 30:24 (EQ) J.-M. Van Doesbergh 42:00 (PP) J. Valadas | Widzów: 600 Sędzia główny: Ferhat Dogus Aygün Sędziowie liniowi: Sindri Gunnarsson Tornike Kuchava |
| Godzina: 14:00 | 8 min. kar                                                                                      |                 | 13 min. kar                                                                         | Widzów: 600 Sędzia główny: Ferhat Dogus Aygün Sędziowie liniowi: Sindri Gunnarsson Tornike Kuchava |

| 11 marca 2024 | Meksyk | 0:5 | Tajlandia | Gorodskoi Katok, Biszkek |

| Szczegóły      | Szczegóły  | Szczegóły       | Szczegóły | Szczegóły                                                                                    |
| -------------- | ---------- | --------------- | --- | -------------------------------------------------------------------------------------------- |
| Godzina: 17:00 |            | (0:2, 0:1, 0:2) | 05:30 (EQ) J. M. Isaksson 08:15 (EQ) K. E. Kindborn 20:48 (PP) N. C. Lampson 40:56 (PS) J. M. Isaksson 59:39 (EQ) N. C. Lampson | Widzów: 300 Sędzia główny: Chae Young-jin Sędziowie liniowi: Miroslav Lhotský Yang Chang-lin |
| Godzina: 17:00 | 8 min. kar |                 | 12 min. kar | Widzów: 300 Sędzia główny: Chae Young-jin Sędziowie liniowi: Miroslav Lhotský Yang Chang-lin |

| 11 marca 2024 | Luksemburg | 3:7 | Kirgistan | Gorodskoi Katok, Biszkek |

| Szczegóły      | Szczegóły                                                      | Szczegóły       | Szczegóły | Szczegóły                                                                              |
| -------------- | -------------------------------------------------------------- | --------------- | --- | -------------------------------------------------------------------------------------- |
| Godzina: 20:00 | T. Beran (EQ) 28:17 C. Mossong (EQ) 54:01 S. Backes (PP) 56:35 | (0:3, 1:2, 2:2) | 13:46 (EQ) A. Titow 14:31 (EQ) W. Tonkich 17:01 (SH) M. Sejfułow 33:49 (EQ) A. Biekmuratow 36:28 (EQ) M. Sejfułow 44:05 (EQ) M. Sejfułow 49:49 (SH) E. Mirbekow | Widzów: 800 Sędzia główny: David Gal Sędziowie liniowi: Kang Kyu-seong Władisław Zotow |
| Godzina: 20:00 | 8 min. kar                                                     |                 | 10 min. kar | Widzów: 800 Sędzia główny: David Gal Sędziowie liniowi: Kang Kyu-seong Władisław Zotow |

| 13 marca 2024 | Meksyk | 4:5 pd. | Luksemburg | Gorodskoi Katok, Biszkek |

| Szczegóły      | Szczegóły                                                                               | Szczegóły            | Szczegóły | Szczegóły                                                                                       |
| -------------- | --------------------------------------------------------------------------------------- | -------------------- | --- | ----------------------------------------------------------------------------------------------- |
| Godzina: 14:00 | A. Valencia (PP) 23:01 S. Esteban (EQ) 44:53 E. Valencia (EQ) 45:14 A. Tapia (PP) 52:51 | (0:0, 1:1, 3:3, 0:1) | 34:01 (PP2) C. Mossong 47:55 (PP) A. Vincens 49:03 (EQ) S. Backes 50:00 (EQ) D. Church 62:27 (PP) A. Mykkanen | Widzów: 200 Sędzia główny: Ferhat Dogus Aygün Sędziowie liniowi: Berkay Aslanbey Yang Chang-lin |
| Godzina: 14:00 | 34 min. kar                                                                             |                      | 10 min. kar                                                                                                   | Widzów: 200 Sędzia główny: Ferhat Dogus Aygün Sędziowie liniowi: Berkay Aslanbey Yang Chang-lin |

| 13 marca 2024 | Południowa Afryka | 1:5 | Tajlandia | Gorodskoi Katok, Biszkek |

| Szczegóły      | Szczegóły             | Szczegóły       | Szczegóły | Szczegóły                                                                               |
| -------------- | --------------------- | --------------- | --- | --------------------------------------------------------------------------------------- |
| Godzina: 17:00 | D. Magmoed (EQ) 44:28 | (0:2, 0:2, 1:1) | 00:27 (EQ) J. M. Isaksson 04:38 (EQ) M. Kitayama 28:37 (EQ) M. Kitayama 32:17 (PP2) M. Kitayama 40:28 (EQ) J. M. Isaksson | Widzów: 200 Sędzia główny: David Gal Sędziowie liniowi: Kang Kyu-seong Miroslav Lhotský |
| Godzina: 17:00 | 16 min. kar           |                 | 12 min. kar | Widzów: 200 Sędzia główny: David Gal Sędziowie liniowi: Kang Kyu-seong Miroslav Lhotský |

| 13 marca 2024 | Turkmenistan | 5:7 | Kirgistan | Gorodskoi Katok, Biszkek |

| Szczegóły      | Szczegóły | Szczegóły       | Szczegóły | Szczegóły                                                                                          |
| -------------- | --- | --------------- | --- | -------------------------------------------------------------------------------------------------- |
| Godzina: 20:00 | P. Barkowskij (EQ) 10:31 B. Bajmyradow (PP) 31:58 D. Bajjajew (EQ) 39:28 A. Nurijew (EQ) 50:23 A. Wahowskij (PP) 57:34 | (1:2, 2:2, 2:3) | 14:26 (EQ) W. Tonkich 17:52 (EQ) A. Kudaszew 30:00 (PP) M. Jegorow 35:58 (EQ) M. Sejfułow 47:15 (EQ) W. Nosow 55:45 (PP) W. Nosow 57:45 (EQ) M. Sejfułow | Widzów: 950 Sędzia główny: Konstantin Czubienko Sędziowie liniowi: Tornike Kuchava Władisław Zotow |
| Godzina: 20:00 | 14 min. kar |                 | 18 min. kar | Widzów: 950 Sędzia główny: Konstantin Czubienko Sędziowie liniowi: Tornike Kuchava Władisław Zotow |

| 14 marca 2024 | Luksemburg | 4:2 | Południowa Afryka | Gorodskoi Katok, Biszkek |

| Szczegóły      | Szczegóły                                                                           | Szczegóły       | Szczegóły                                  | Szczegóły                                                                                     |
| -------------- | ----------------------------------------------------------------------------------- | --------------- | ------------------------------------------ | --------------------------------------------------------------------------------------------- |
| Godzina: 14:00 | J. Nunes (EQ) 04:47 C. Mossong (PP) 10:18 A. Vincens (EQ) 21:38 M. Lasis (EQ) 37:38 | (2:1, 2:1, 0:0) | 08:53 (EQ) D. Magmoed 28:07 (EQ) U. Samaai | Widzów: 200 Sędzia główny: Chae Young-jin Sędziowie liniowi: Sindri Gunnarsson Kang Kyu-seong |
| Godzina: 14:00 | 8 min. kar                                                                          |                 | 6 min. kar                                 | Widzów: 200 Sędzia główny: Chae Young-jin Sędziowie liniowi: Sindri Gunnarsson Kang Kyu-seong |

| 14 marca 2024 | Tajlandia | 13:3 | Turkmenistan | Gorodskoi Katok, Biszkek |

| Szczegóły      | Szczegóły | Szczegóły       | Szczegóły                                                            | Szczegóły                                                                                          |
| -------------- | --- | --------------- | -------------------------------------------------------------------- | -------------------------------------------------------------------------------------------------- |
| Godzina: 17:00 | P. Khuhakaew (EQ) 08:41 K. E. Kindborn (EQ) 09:19 N. C. Lampson (PP) 11:18 M. Kitayama (EQ) 22:03 N. C. Lampson (EQ) 24:48 J. M. Isaksson (PP) 31:51 P. Thanakroekkiat (PP2) 35:32 P. Forstner (EQ) 36:33 P. Hongswadhi (EQ) 39:05 J. M. Isaksson (PP) 41:15 P. Khuhakaew (EQ) 45:00 N. C. Lampson (EQ) 50:54 J. M. Isaksson (EQ) 58:25 | (3:2, 6:0, 4:1) | 04:50 (PP) O. Jesenow 06:14 (PP) O. Jesenow 51:25 (EQ) B. Bajmyradow | Widzów: 300 Sędzia główny: Konstantin Czubienko Sędziowie liniowi: Berkay Aslanbey Tornike Kuchava |
| Godzina: 17:00 | 15 min. kar |                 | 45 min. kar                                                          | Widzów: 300 Sędzia główny: Konstantin Czubienko Sędziowie liniowi: Berkay Aslanbey Tornike Kuchava |

| 14 marca 2024 | Kirgistan | 9:4 | Meksyk | Gorodskoi Katok, Biszkek |

| Szczegóły      | Szczegóły | Szczegóły       | Szczegóły                                                                         | Szczegóły                                                                              |
| -------------- | --- | --------------- | --------------------------------------------------------------------------------- | -------------------------------------------------------------------------------------- |
| Godzina: 20:00 | W. Nosow (EQ) 01:05 M. Sejfułow (EQ) 05:07 I. Abdyrajew (PP) 08:14 M. Sejfułow (SH) 13:06 M. Czuwałow (SH) 23:40 E. Mirbekow (EQ) 33:46 M. Czuwałow (EQ) 34:05 M. Sejfułow (EQ) 48:01 S. Ismanow (SH) 56:34 | (4:1, 3:2, 2:1) | 09:28 (PP) L. Valencia 28:28 (PP) A. Tapia 38:21 (PP) A. Apud 54:46 (PP) A. Tapia | Widzów: 400 Sędzia główny: David Gal Sędziowie liniowi: Yang Chang-lin Władisław Zotow |
| Godzina: 20:00 | 22 min. kar |                 | 10 min. kar                                                                       | Widzów: 400 Sędzia główny: David Gal Sędziowie liniowi: Yang Chang-lin Władisław Zotow |

| 16 marca 2024 | Tajlandia | 6:1 | Luksemburg | Gorodskoi Katok, Biszkek |

| Szczegóły      | Szczegóły | Szczegóły       | Szczegóły              | Szczegóły                                                                                            |
| -------------- | --- | --------------- | ---------------------- | --- |
| Godzina: 14:00 | N. C. Lampson (EQ) 12:15 J. M. Isaksson (EQ) 17:51 N. C. Lampson (EQ) 19:33 M. Kitayama (PP) 25:59 N. C. Lampson (EQ) 27:45 P. Suwachirat (EQ) 43:10 | (3:1, 2:0, 1:0) | 16:50 (PP) A. Mykkanen | Widzów: 200 Sędzia główny: Konstantin Czubienko Sędziowie liniowi: Sindri Gunnarsson Władisław Zotow |
| Godzina: 14:00 | 8 min. kar |                 | 10 min. kar            | Widzów: 200 Sędzia główny: Konstantin Czubienko Sędziowie liniowi: Sindri Gunnarsson Władisław Zotow |

| 16 marca 2024 | Meksyk | 4:8 | Turkmenistan | Gorodskoi Katok, Biszkek |

| Szczegóły      | Szczegóły                                                                            | Szczegóły       | Szczegóły | Szczegóły                                                                                     |
| -------------- | ------------------------------------------------------------------------------------ | --------------- | --- | --------------------------------------------------------------------------------------------- |
| Godzina: 17:00 | A. Apud (SH) 04:29 A. Valencia (PP) 27:24 S. Esteban (EQ) 34:05 J. Rullan (PP) 48:24 | (1:3, 2:4, 1:1) | 11:02 (PP) B. Dowletmyradow 14:16 (EQ) A. Wahowskij 17:59 (EQ) B. Bajmyradow 20:34 (EQ) B. Dowletmyradow 22:42 (PP) A. Wahowskij 25:39 (SH) B. Bajmyradow 28:17 (EQ) A. Nurijew 58:02 (PP) A. Nurijew | Widzów: 400 Sędzia główny: Chae Young-jin Sędziowie liniowi: Berkay Aslanbey Miroslav Lhotský |
| Godzina: 17:00 | 85 min. kar                                                                          |                 | 45 min. kar | Widzów: 400 Sędzia główny: Chae Young-jin Sędziowie liniowi: Berkay Aslanbey Miroslav Lhotský |

| 16 marca 2024 | Południowa Afryka | 1:10 | Kirgistan | Gorodskoi Katok, Biszkek |

| Szczegóły      | Szczegóły             | Szczegóły       | Szczegóły | Szczegóły                                                                               |
| -------------- | --------------------- | --------------- | --- | --------------------------------------------------------------------------------------- |
| Godzina: 20:00 | D. Magmoed (PP) 30:02 | (0:4, 1:5, 0:1) | 02:30 (EQ) M. Jegorow 05:07 (PP) M. Sejfułow 08:22 (EQ) A. Kudaszew 17:48 (EQ) A. Sapitow 30:29 (EQ) M. Sejfułow 32:52 (EQ) M. Czuwałow 34:31 (EQ) A. Titow 37:35 (EQ) M. Czuwałow 39:44 (PP) M. Czuwałow 46:55 (EQ) A. Titow | Widzów: 1000 Sędzia główny: David Gal Sędziowie liniowi: Tornike Kuchava Yang Chang-lin |
| Godzina: 20:00 | 8 min. kar            |                 | 6 min. kar | Widzów: 1000 Sędzia główny: David Gal Sędziowie liniowi: Tornike Kuchava Yang Chang-lin |

Tabela
| Lp. | Zespół            | M | Pkt | Z | Zd | Pd | P | G+ | G- | +/− |
| --- | ----------------- | - | --- | - | -- | -- | - | -- | -- | --- |
| 1   | Tajlandia         | 5 | 15  | 5 | 0  | 0  | 0 | 38 | 9  | +29 |
| 2   | Kirgistan         | 5 | 12  | 4 | 0  | 0  | 1 | 37 | 22 | +15 |
| 3   | Luksemburg        | 5 | 8   | 2 | 1  | 0  | 2 | 17 | 22 | -5  |
| 4   | Turkmenistan      | 5 | 6   | 2 | 0  | 0  | 3 | 23 | 31 | -8  |
| 5   | Południowa Afryka | 5 | 3   | 1 | 0  | 0  | 4 | 13 | 26 | -13 |
| 6   | Meksyk            | 5 | 1   | 0 | 0  | 1  | 4 | 15 | 33 | -18 |

      = awans do Dywizji II, Grupy B

     = utrzymanie w Dywizji III, Grupie A

     = spadek do Dywizji III, Grupy B
Statystyki indywidualne
- Klasyfikacja strzelców:  Mamed Sejfułow: 11 goli[1]
- Klasyfikacja asystentów:  Ken Edvin Kindborn: 13 asyst[2]
- Klasyfikacja kanadyjska:  Nicholas Charles Lampson: 19 punktów[3]
- Klasyfikacja kanadyjska obrońców:  Ken Edvin Kindborn: 16 punktów[4]
- Klasyfikacja +/−:  Ken Edvin Kindborn: +19[5]
- Klasyfikacja skuteczności interwencji bramkarzy:  Benjamin David Kleineschay: 94,51%[6]
- Klasyfikacja średniej goli straconych na mecz bramkarzy:  Benjamin David Kleineschay: 1,85 bramki
- Klasyfikacja minut kar:  Pawieł Barkowskij: 37 minut[7]

Nagrody indywidualne
Dyrektoriat turnieju wybrał trójkę najlepszych zawodników, po jednym na każdej pozycji:
- Bramkarz:  Benjamin David Kleineschay
- Obrońca:  Ken Edvin Kindborn
- Napastnik:  Mamed Sejfułow

## Grupa B
Do mistrzostw świata III dywizji w 2025 z Dywizji IIIB awansowała najlepsza reprezentacja. Ostatni zespół został zdegradowany.
Wyniki
| 23 lutego 2024 | Hongkong | 8:10 | Korea Północna | Skenderija Sports Arena, Sarajewo |

| Szczegóły      | Szczegóły | Szczegóły       | Szczegóły | Szczegóły                                                                                 |
| -------------- | --- | --------------- | --- | ----------------------------------------------------------------------------------------- |
| Godzina: 13:00 | R. C. H. Chu (PP) 13:28 M. L. H. Shum (PP) 13:50 C. L. Ngan (EQ) 14:50 R. C. H. Chu (EQ) 21:10 M. L. H. Shum (EQ) 24:45 C. P. J. Cheng (EQ) 38:31 M. Hsu (EQ) 45:34 C. P. J. Cheng (EQ) 50:05 | (3:1, 3:4, 2:5) | 12:44 (SH2) Pak C. H. 25:37 (EQ) Hong C. R. 26:57 (EQ) Kang M. G. 31:34 (EQ) Kim I. C. 32:43 (EQ) Pak C. H. 40:24 (SH) Hong C. R. 40:49 (SH) Hong C. R. 49:31 (EQ) Kang M. G. 53:16 (EQ) Hong C. R. 59:36 (EQ/ENG) Pak C. H. | Widzów: 120 Sędzia główny: Serkan Kocakara Sędziowie liniowi: Richard Button Emilio Gómez |
| Godzina: 13:00 | 8 min. kar |                 | 10 min. kar | Widzów: 120 Sędzia główny: Serkan Kocakara Sędziowie liniowi: Richard Button Emilio Gómez |

| 23 lutego 2024 | Filipiny | 6:3 | Singapur | Skenderija Sports Arena, Sarajewo |

| Szczegóły      | Szczegóły | Szczegóły       | Szczegóły                                                             | Szczegóły                                                                            |
| -------------- | --- | --------------- | --------------------------------------------------------------------- | ------------------------------------------------------------------------------------ |
| Godzina: 16:30 | M. Billones (PP) 23:55 M. Billones (EQ) 26:18 K. Sze (EQ) 45:16 J. A. Regencia (EQ) 47:39 E. J. Sibug (PP) 56:11 J. A. Regencia (EQ) 57:01 | (0:0, 2:2, 4:1) | 24:32 (EQ) B. S. H. Lee 37:50 (EQ) E. Redden 48:02 (EQ) C. Kelly Wong | Widzów: 50 Sędzia główny: Kenji Kosaka Sędziowie liniowi: Chan Ka Hei Brian Kallesen |
| Godzina: 16:30 | 10 min. kar |                 | 8 min. kar                                                            | Widzów: 50 Sędzia główny: Kenji Kosaka Sędziowie liniowi: Chan Ka Hei Brian Kallesen |

| 23 lutego 2024 | Bośnia i Hercegowina | 3:0 | Iran | Skenderija Sports Arena, Sarajewo |

| Szczegóły      | Szczegóły                                                                | Szczegóły       | Szczegóły  | Szczegóły                                                                         |
| -------------- | ------------------------------------------------------------------------ | --------------- | ---------- | --------------------------------------------------------------------------------- |
| Godzina: 20:00 | D. A. Filipović (EQ) 08:15 D. Miskić (EQ) 32:56 N. Gaković (EQ/EA) 33:38 | (1:0, 2:0, 0:0) |            | Widzów: 750 Sędzia główny: Alex Lazzeri Sędziowie liniowi: Toms Mencis Denis Menz |
| Godzina: 20:00 | 14 min. kar                                                              |                 | 8 min. kar | Widzów: 750 Sędzia główny: Alex Lazzeri Sędziowie liniowi: Toms Mencis Denis Menz |

| 24 lutego 2024 | Korea Północna | 7:4 | Singapur | Skenderija Sports Arena, Sarajewo |

| Szczegóły      | Szczegóły | Szczegóły       | Szczegóły                                                                             | Szczegóły                                                                                       |
| -------------- | --- | --------------- | ------------------------------------------------------------------------------------- | ----------------------------------------------------------------------------------------------- |
| Godzina: 13:00 | Hong C. R. (EQ) 02:48 Kim I. C. (EQ) 17:24 Sin H. C. (EQ) 24:43 Kim I. C. (SH) 30:00 Song C. I. (EQ) 31:29 Kim H. J. (PP) 33:40 Hong C. R. (EQ) 37:26 | (2:2, 5:0, 0:2) | 06:48 (EQ) E. Redden 07:05 (EQ) J. Chan 51:08 (EQ) J. Chan 59:15 (EQ) J. N. Kodrowski | Widzów: 55 Sędzia główny: Ołeg Serebriakow Sędziowie liniowi: Richard Button Ulrich Pardatscher |
| Godzina: 13:00 | 6 min. kar |                 | 8 min. kar                                                                            | Widzów: 55 Sędzia główny: Ołeg Serebriakow Sędziowie liniowi: Richard Button Ulrich Pardatscher |

| 24 lutego 2024 | Iran | 2:14 | Filipiny | Skenderija Sports Arena, Sarajewo |

| Szczegóły      | Szczegóły                                   | Szczegóły       | Szczegóły | Szczegóły                                                                             |
| -------------- | ------------------------------------------- | --------------- | --- | ------------------------------------------------------------------------------------- |
| Godzina: 16:30 | A. Ghafoori (EQ) 28:08 K. Farsad (EQ) 46:26 | (0:7, 1:2, 1:5) | 00:26 (EQ) K. Sze 00:50 (EQ) K. Sze 11:06 (PP2) E. J. Sibug 13:06 (PP) J. S. Füglister 14:17 (EQ) J. A. Regencia 17:48 (PP2) M. Billones 19:01 (PP) J. S. Füglister 30:55 (PP2) E. J. Sibug 34:09 (EQ) P. D. Abis 46:02 (PP) E. J. Sibug 46:57 (EQ) B. J. Imperial 48:36 (PP) J. S. Füglister 54:10 (EQ) K. Sze 54:48 (EQ) C. A. Tigaronita | Widzów: 50 Sędzia główny: Serkan Kocakara Sędziowie liniowi: Chan Ka Hei Emilio Gómez |
| Godzina: 16:30 | 20 min. kar                                 |                 | 6 min. kar | Widzów: 50 Sędzia główny: Serkan Kocakara Sędziowie liniowi: Chan Ka Hei Emilio Gómez |

| 24 lutego 2024 | Bośnia i Hercegowina | 3:4 pd. | Hongkong | Skenderija Sports Arena, Sarajewo |

| Szczegóły      | Szczegóły                                                   | Szczegóły            | Szczegóły                                                                                       | Szczegóły                                                                             |
| -------------- | ----------------------------------------------------------- | -------------------- | ----------------------------------------------------------------------------------------------- | ------------------------------------------------------------------------------------- |
| Godzina: 20:00 | N. Gaković (PP) 13:49 M. Omer (EQ) 32:28 M. Omer (PP) 34:53 | (1:2, 2:1, 0:0, 0:1) | 04:50 (EQ) R. C. H. Chu 08:26 (EQ) L. L. L. Au-Yeung 28:16 (PS) M. L. H. Shum 63:55 (EQ) Y. Yam | Widzów: 850 Sędzia główny: Kenji Kosaka Sędziowie liniowi: Toms Mencis Brian Kallesen |
| Godzina: 20:00 | 10 min. kar                                                 |                      | 22 min. kar                                                                                     | Widzów: 850 Sędzia główny: Kenji Kosaka Sędziowie liniowi: Toms Mencis Brian Kallesen |

| 26 lutego 2024 | Korea Północna | 9:4 | Iran | Skenderija Sports Arena, Sarajewo |

| Szczegóły      | Szczegóły | Szczegóły       | Szczegóły                                                                                | Szczegóły                                                                               |
| -------------- | --- | --------------- | ---------------------------------------------------------------------------------------- | --------------------------------------------------------------------------------------- |
| Godzina: 13:00 | Choe C. N. (EQ) 01:20 Kim C. H. (EQ) 09:44 Song C. I. (EQ) 16:17 Hong C. R. (PP) 22:57 Kang M. G. (EQ) 29:03 Kim H. J. (PP) 31:58 Kim S. I. (EQ) 46:01 Hong C. R. (PP) 51:49 Kim H. J. (EQ) 59:24 | (3:1, 3:2, 3:1) | 11:16 (EQ) K. Farsad 23:27 (EQ) J. Keyhanfar 25:31 (PP) A. Ghafoori 53:48 (EQ) E. Hamzeh | Widzów: 50 Sędzia główny: Kenji Kosaka Sędziowie liniowi: Denis Menz Ulrich Pardatscher |
| Godzina: 13:00 | 10 min. kar |                 | 18 min. kar                                                                              | Widzów: 50 Sędzia główny: Kenji Kosaka Sędziowie liniowi: Denis Menz Ulrich Pardatscher |

| 26 lutego 2024 | Hongkong | 8:3 | Singapur | Skenderija Sports Arena, Sarajewo |

| Szczegóły      | Szczegóły | Szczegóły       | Szczegóły                                                       | Szczegóły                                                                                 |
| -------------- | --- | --------------- | --------------------------------------------------------------- | ----------------------------------------------------------------------------------------- |
| Godzina: 16:30 | A. C. H. Sham (EQ) 01:21 C. P. J. Cheng (PP) 26:35 R. C. H. Chu (PP) 28:39 C. P. J. Cheng (EQ) 31:44 M. L. H. Shum (PP) 37:36 M. L. H. Shum (EQ) 40:22 R. C. H. Chu (EQ) 44:43 A. C. H. Sham (PP) 48:59 | (1:2, 4:1, 3:0) | 01:57 (EQ) B. S. H. Lee 18:38 (EQ) E. Redden 37:44 (EQ) J. Chan | Widzów: 30 Sędzia główny: Ołeg Serebriakow Sędziowie liniowi: Richard Button Emilio Gómez |
| Godzina: 16:30 | 12 min. kar |                 | 16 min. kar                                                     | Widzów: 30 Sędzia główny: Ołeg Serebriakow Sędziowie liniowi: Richard Button Emilio Gómez |

| 26 lutego 2024 | Bośnia i Hercegowina | 6:3 | Filipiny | Skenderija Sports Arena, Sarajewo |

| Szczegóły      | Szczegóły | Szczegóły       | Szczegóły                                                 | Szczegóły                                                                             |
| -------------- | --- | --------------- | --------------------------------------------------------- | ------------------------------------------------------------------------------------- |
| Godzina: 20:00 | N. Gaković (EQ) 03:15 B. Sinanbegović (PP) 15:30 N. Gaković (EQ) 25:14 A. Mlivić (EQ) 38:04 N. Gaković (EQ) 40:24 M. Omer (ENG) 58:22 | (2:0, 2:1, 2:2) | 39:26 (PP) K. Sze 51:02 (EQ) K. Sze 57:20 (EA) P. D. Abis | Widzów: 300 Sędzia główny: Alex Lazzeri Sędziowie liniowi: Chan Ka Hei Brian Kallesen |
| Godzina: 20:00 | 8 min. kar |                 | 12 min. kar                                               | Widzów: 300 Sędzia główny: Alex Lazzeri Sędziowie liniowi: Chan Ka Hei Brian Kallesen |

| 27 lutego 2024 | Iran | 3:11 | Hongkong | Skenderija Sports Arena, Sarajewo |

| Szczegóły      | Szczegóły                                                       | Szczegóły       | Szczegóły | Szczegóły                                                                                   |
| -------------- | --------------------------------------------------------------- | --------------- | --- | ------------------------------------------------------------------------------------------- |
| Godzina: 13:00 | A. Eslami (EQ) 01:32 K. Farsad (EQ) 03:06 D. Bagheri (EQ) 54:14 | (2:4, 0:5, 1:2) | 03:31 (EQ) C. L. Ngan 04:21 (EQ) Y. L. L. Wong 07:03 (PP) A. C. H. Sham 16:50 (EQ) C. P. J. Cheng 21:58 (PP) C. L. Ngan 22:22 (EQ) Y. L. L. Wong 25:05 (PP) C. Y. Yeung 32:18 (EQ) C. P. J. Cheng 38:46 (EQ) C. L. Ngan 49:59 (EQ) M. L. H. Shum 52:01 (PP) Y. L. L. Wong | Widzów: 40 Sędzia główny: Serkan Kocakara Sędziowie liniowi: Toms Mencis Ulrich Pardatscher |
| Godzina: 13:00 | 16 min. kar                                                     |                 | 10 min. kar | Widzów: 40 Sędzia główny: Serkan Kocakara Sędziowie liniowi: Toms Mencis Ulrich Pardatscher |

| 27 lutego 2024 | Filipiny | 2:10 | Korea Północna | Skenderija Sports Arena, Sarajewo |

| Szczegóły      | Szczegóły                                   | Szczegóły       | Szczegóły | Szczegóły                                                                               |
| -------------- | ------------------------------------------- | --------------- | --- | --------------------------------------------------------------------------------------- |
| Godzina: 16:30 | K. Sze (EQ) 19:27 J. A. Regencia (EQ) 52:28 | (1:2, 0:7, 1:1) | 15:35 (EQ) Kim H. J. 18:31 (EQ) Kim H. J. 24:44 (EQ) Pak K. G. 28:03 (PP) Pak K. G. 29:06 (EQ) Kim S. I. 32:01 (EQ) Ryu J. U. 33:43 (EQ) Pak C. H. 38:34 (EQ) Kim I. C. 39:54 (EQ) Sin H. C. 59:39 (PP) Hong C. R. | Widzów: 35 Sędzia główny: Ołeg Serebriakow Sędziowie liniowi: Richard Button Denis Menz |
| Godzina: 16:30 | 14 min. kar                                 |                 | 12 min. kar | Widzów: 35 Sędzia główny: Ołeg Serebriakow Sędziowie liniowi: Richard Button Denis Menz |

| 27 lutego 2024 | Singapur | 2:9 | Bośnia i Hercegowina | Skenderija Sports Arena, Sarajewo |

| Szczegóły      | Szczegóły                                  | Szczegóły       | Szczegóły | Szczegóły                                                                           |
| -------------- | ------------------------------------------ | --------------- | --- | ----------------------------------------------------------------------------------- |
| Godzina: 20:00 | E. Redden (EQ) 04:28 M. Hamnett (PP) 34:46 | (1:4, 1:3, 0:2) | 00:26 (EQ) A. Smajlović 03:43 (EQ) A. Andrijasevic 12:35 (EQ) N. Gaković 14:31 (EQ) B. Sinanbegović 24:38 (EQ) N. Gaković 39:29 (EQ) D. Čordalija 39:54 (EQ) A. Mlivić 42:12 (EQ) A. Mlivić 58:37 (EQ) D. Miskić | Widzów: 700 Sędzia główny: Alex Lazzeri Sędziowie liniowi: Chan Ka Hei Emilio Gómez |
| Godzina: 20:00 | 4 min. kar                                 |                 | 14 min. kar | Widzów: 700 Sędzia główny: Alex Lazzeri Sędziowie liniowi: Chan Ka Hei Emilio Gómez |

| 29 lutego 2024 | Singapur | 8:5 | Iran | Skenderija Sports Arena, Sarajewo |

| Szczegóły      | Szczegóły | Szczegóły       | Szczegóły | Szczegóły                                                                               |
| -------------- | --- | --------------- | --- | --------------------------------------------------------------------------------------- |
| Godzina: 13:00 | J. N. Kodrowski (EQ) 09:20 J. N. Kodrowski (EQ) 10:31 J. Chan (PP) 23:01 E. Redden (EQ) 34:37 E. Redden (EQ) 41:45 J. N. Kodrowski (EQ) 45:29 J. Chan (EQ) 57:16 E. Redden (ENG) 59:37 | (2:0, 2:2, 4:3) | 21:16 (EQ) J. Keyhanfar 32:03 (SH) K. Farsad 43:37 (PP) M. Ghahar 44:10 (EQ) N. Mehraban 47:46 (EQ) E. Hamzeh | Widzów: 50 Sędzia główny: Alex Lazzeri Sędziowie liniowi: Denis Menz Ulrich Pardatscher |
| Godzina: 13:00 | 10 min. kar |                 | 6 min. kar | Widzów: 50 Sędzia główny: Alex Lazzeri Sędziowie liniowi: Denis Menz Ulrich Pardatscher |

| 29 lutego 2024 | Hongkong | 9:5 | Filipiny | Skenderija Sports Arena, Sarajewo |

| Szczegóły      | Szczegóły | Szczegóły       | Szczegóły | Szczegóły                                                                            |
| -------------- | --- | --------------- | --- | ------------------------------------------------------------------------------------ |
| Godzina: 16:30 | E. Hsu (EQ) 05:25 Yau Yam (EQ) 13:49 Yau Yam (EA) 18:53 A. C. H. Sham (EQ) 31:29 A. C. H. Sham (PP) 33:40 A. C. H. Sham (PP) 38:48 Yi Yam (EQ) 52:30 Y. H. Y. Wong (PP) 56:57 R. C. H. Chu (ENG) 59:10 | (3:1, 3:3, 3:1) | 10:14 (SH) P. D. Abis 27:50 (PP) M. Billones 29:42 (PP) E. J. Sibug 30:49 (EQ) K. Sze 41:21 (EQ) B. J. Imperial | Widzów: 50 Sędzia główny: Kenji Kosaka Sędziowie liniowi: Richard Button Chan Ka Hei |
| Godzina: 16:30 | 10 min. kar |                 | 14 min. kar | Widzów: 50 Sędzia główny: Kenji Kosaka Sędziowie liniowi: Richard Button Chan Ka Hei |

| 29 lutego 2024 | Korea Północna | 2:4 | Bośnia i Hercegowina | Skenderija Sports Arena, Sarajewo |

| Szczegóły      | Szczegóły                                   | Szczegóły       | Szczegóły                                                                                     | Szczegóły                                                                                  |
| -------------- | ------------------------------------------- | --------------- | --------------------------------------------------------------------------------------------- | ------------------------------------------------------------------------------------------ |
| Godzina: 20:00 | Hong C. R. (EQ) 01:56 Hong C. R. (EQ) 17:43 | (2:1, 0:2, 0:1) | 14:42 (EQ) N. Gaković 37:16 (PP) D. Čordalija 37:56 (EQ) A. Andrijasevic 42:57 (PP) D. Miskić | Widzów: 1700 Sędzia główny: Ołeg Serebriakow Sędziowie liniowi: Brian Kallesen Toms Mencis |
| Godzina: 20:00 | 14 min. kar                                 |                 | 10 min. kar                                                                                   | Widzów: 1700 Sędzia główny: Ołeg Serebriakow Sędziowie liniowi: Brian Kallesen Toms Mencis |

Tabela
| Lp. | Zespół               | M | Pkt | Z | Zd | Pd | P | G+ | G- | +/− |
| --- | -------------------- | - | --- | - | -- | -- | - | -- | -- | --- |
| 1   | Bośnia i Hercegowina | 5 | 13  | 4 | 0  | 1  | 0 | 25 | 11 | +14 |
| 2   | Korea Północna       | 5 | 12  | 4 | 0  | 0  | 1 | 38 | 22 | +16 |
| 3   | Hongkong             | 5 | 11  | 3 | 1  | 0  | 1 | 40 | 24 | +16 |
| 4   | Filipiny             | 5 | 6   | 2 | 0  | 0  | 3 | 30 | 30 | 0   |
| 5   | Singapur             | 5 | 3   | 1 | 0  | 0  | 4 | 20 | 35 | -15 |
| 6   | Iran                 | 5 | 0   | 0 | 0  | 0  | 5 | 14 | 45 | -31 |

     = awans do Dywizji III, Grupy A

     = utrzymanie w Dywizji III, Grupie B

     = spadek do Dywizji IV
Statystyki indywidualne
- Klasyfikacja strzelców:  Hong Chun Rim: 11 goli[9]
- Klasyfikacja asystentów:  John Steven Füglister: 12 asyst[10]
- Klasyfikacja kanadyjska:  Hong Chun Rim: 20 punktów[11]
- Klasyfikacja kanadyjska obrońców:  Eishner Jigsmac Sibug: 7 punktów[12]
- Klasyfikacja +/−:  Hong Chun Rim
 Pak Chung Hyok: +11[13]
- Klasyfikacja skuteczności interwencji bramkarzy:  Dino Pašović: 93,53%[14]
- Klasyfikacja średniej goli straconych na mecz bramkarzy:  Dino Pašović: 2,21 bramki
- Klasyfikacja minut kar:  Nima Mehraban: 12 minut[15]

Nagrody indywidualne
Dyrektoriat turnieju wybrał trójkę najlepszych zawodników, po jednym na każdej pozycji:
- Bramkarz:  Dino Pašović
- Obrońca:  Haris Mrkva
- Napastnik:  Hong Chun Rim